# Dumus areniferus
Dumus areniferus is een zakpijpensoort uit de familie van de Ritterellidae. De wetenschappelijke naam van de soort is voor het eerst geldig gepubliceerd in 1952 door Brewin.